# 오재일
오재일(吳在一, 1986년 10월 29일 ~ )은 KBO 리그 kt wiz의 1루수다.

## 현대 유니콘스시절
2005년 현대 유니콘스의 2차 3순위 지명을 받아 입단하였다. 2005년 5월 15일 1군 데뷔 첫 타석에서 오승환에게 삼진을 당했다. 첫 경기를 치른 후 계속 2군에 머물렀다.

## 상무 야구단시절
2006년 시즌 후 상무에 입대했다. 군 복무를 하는 동안 팀이 해체됐고 넥센 히어로즈에 인계돼 제대 후 복귀했다.

## 넥센 히어로즈시절
2009년에 복귀한 후에는 이숭용, 조중근, 장영석과 번갈아 가며 1루수를 맡았다. 목동야구장에서 장외 홈런을 칠 정도로 파워와 클러치 능력이 있었지만 자신의 기량을 마음껏 뽐내지 못했고, 2011년 시즌 중 이숭용이 현역 은퇴를 선언해 그가 주전 1루수로 낙점되나 싶었으나 동년 7월 31일 LG 트윈스에서 트레이드돼 입단한 박병호가 당시 감독이었던 김시진의 눈에 확 들어오며 그는 지명 타자로 밀렸다. 타율은 2할 초반과 1할 후반을 오가며 6월 말에 1군에서 제외됐고, 때마침 최준석의 병역 문제가 불거지게 되자 당시 두산의 감독이었던 김진욱의 요청으로 외야수 이성열과 1:1 트레이드됐다.

## 두산 베어스시절
트레이드 다음 날인 2012년 7월 9일에 바로 1군에 등록돼 한화전에서 지명 타자로 선발 출장했다. 이 날 안타를 기록하지 못했으나 이적 후 첫 타석에서 희생 플라이로 타점을 올렸고, 7월 한 달 동안 부진에 휩싸이자 김진욱은 자신감과 타격 밸런스를 찾기를 권유하며 그를 2군으로 내려보냈다. 보름 뒤 1군에 복귀해 8월 23일 넥센전에서 나이트를 상대로 이적 후 첫 홈런을 기록했다. 이후 친정 팀에게 특히 강한 면모를 보였다. 그는 팀의 미래 거포로 낙점됐고, 2013년 초반 2군에 머물렀지만 1군 엔트리에 복귀해 장타력은 떨어졌어도 팀에 보탬이 되는 타격을 했다. 이 시즌에 1군 55경기에 출전해 2할 타율을 기록했다. 2012년 시즌 후 처음으로 포스트 시즌에 출전했고 2013년에도 포스트시즌 엔트리에 들며 처음으로 한국시리즈에 출전했다. 2013년 10월 20일 플레이오프 4차전에서 봉중근을 상대로 승부에 쐐기를 박는 3루타를 쳐 냈고, 10월 25일 한국시리즈 2차전에서 오승환을 상대로 홈런을 쳐 냈다. 이 결승 홈런으로 2차전 MVP에 선정됐다.
2014년에는 칸투와의 주전 경쟁에서 밀렸다. 많은 경기에 출장하지 못했고 2할대의 저조한 타율을 기록했다. 2015년에는 김재환이 주전 1루수로 낙점되며, 그는 또 경쟁에서 밀렸다. 전반기에는 1홈런만 기록했고 선구안에서 안 좋았다. 김재환이 부진한 틈을 타 후반기에 1군에 올라와 후반기에만 13홈런을 기록하며 2015년 시즌에 14홈런을 기록했다. 이는 데뷔 첫 두 자릿 수 홈런이었다. 특히 9월 12일 롯데전에서 박세웅을 상대로 데뷔 첫 만루 홈런을 쳐 냈다. 이로 인해 2015년 초반에 김재환이 다시 외야수로 전향됐고 그가 2016년 시즌 주전 1루수로 낙점됐다. 2016년 시즌 3할대 타율, 120안타, 27홈런, 92타점을 기록했다. 2016년 시즌 후 1루수 골든글러브 후보에 올랐으나 에릭 테임즈에게 밀려 수상에 실패했다. 2017년 NC와의 플레이오프에서 4홈런, 9타점의 맹활약을 하며 MVP를 수상했다. 포스트시즌 한 경기 4홈런은 그가 최초였으며 타점 최고 기록까지 경신했다. 2019년 한국시리즈에서는 MVP를 차지했다.

## 삼성 라이온즈시절
2020년 시즌 후 FA 자격을 얻었고, 2020년 12월 14일에 4년 최대 50억 원에 계약하며 이적하였다. 2021년에 2할대 타율, 119안타, 25홈런, 97타점을 기록했다.

## kt wiz시절
2024년 5월 28일 박병호와 1:1로 트레이드되어 이적하였다.

## 응원가
- 넥센 히어로즈 시절

오재일~ 워어~ 
오재일~ 워어어어~ 
날려라 안타 오재일~ 
날려라 안타 오재일~×2
- 두산 베어스 시절

오재일~ 워어~ 
오재일~ 워어어어~ 
날려라 안타 오재일~ 
날려라 안타 오재일~×2
오~~재일
오! 오!재!일!
오 워어어어어 
두산의 오재일 (오!재!일!) x2
- 삼성 라이온즈 시절

오~재일 삼성의 오재일
오~재일 삼성의 오재일
삼성의 오재일 안타
오오오 오재일 홈런
삼성의 오재일 파이팅
오오오 오 재일×2
- kt wiz 시절

오오오오 오오오 오오 케이티 오재일 안타 오오오 오오 오오오 케이티 오재일 홈런×2 오재일

## 출신 학교
- 인창초등학교 (구리리틀)
- 경기 인창중학교
- 야탑고등학교

## 등번호
- '34' (2005 ~ 2006, 현대 유니콘스)
- '35' (2009 ~ 2011, 히어로즈)
- '10' (2012, 넥센 히어로즈)
- '36' (2012~ 2020, 2024 두산 베어스, KT 위즈)
- '44' (2021~ 2024, 삼성 라이온즈)
- '40' (2024,  KT 위즈)

## 통산 기록
| 연도 | 팀명     | 타율  | 경기 | 타수 | 득점 | 안타 | 2루타 | 3루타 | 홈런 | 루타 | 타점 | 도루 | 도실 | 볼넷 | 사구 | 삼진 | 병살 | 실책 |
| ---- | -------- | ----- | ---- | ---- | ---- | ---- | ----- | ----- | ---- | ---- | ---- | ---- | ---- | ---- | ---- | ---- | ---- | ---- |
| 2005 | 현대     | 0.000 | 1    | 1    | 0    | 0    | 0     | 0     | 0    | 0    | 0    | 0    | 0    | 0    | 0    | 1    | 0    | 0    |
| 2009 | 히어로즈 | 0.197 | 43   | 66   | 4    | 13   | 5     | 0     | 0    | 18   | 4    | 0    | 0    | 6    | 0    | 15   | 1    | 1    |
| 2010 | 넥센     | 0.133 | 39   | 60   | 1    | 8    | 4     | 0     | 1    | 15   | 9    | 0    | 0    | 4    | 1    | 16   | 6    | 1    |
| 2011 | 넥센     | 0.230 | 46   | 100  | 13   | 23   | 5     | 0     | 1    | 31   | 11   | 2    | 0    | 15   | 1    | 24   | 2    | 3    |
| 2012 | 두산     | 0.203 | 87   | 212  | 16   | 43   | 8     | 0     | 8    | 75   | 25   | 0    | 0    | 10   | 0    | 58   | 3    | 0    |
| 2013 | 두산     | 0.299 | 55   | 117  | 16   | 35   | 12    | 0     | 3    | 56   | 28   | 0    | 1    | 20   | 3    | 28   | 0    | 1    |
| 2014 | 두산     | 0.242 | 75   | 132  | 10   | 32   | 7     | 0     | 3    | 48   | 18   | 1    | 1    | 20   | 1    | 39   | 1    | 4    |
| 2015 | 두산     | 0.289 | 66   | 180  | 33   | 52   | 11    | 1     | 14   | 107  | 36   | 0    | 0    | 28   | 2    | 49   | 5    | 3    |
| 2016 | 두산     | 0.316 | 105  | 380  | 69   | 120  | 20    | 2     | 27   | 225  | 92   | 1    | 0    | 64   | 2    | 73   | 5    | 7    |
| 2017 | 두산     | 0.306 | 128  | 412  | 62   | 126  | 27    | 0     | 26   | 231  | 89   | 1    | 1    | 45   | 5    | 80   | 5    | 5    |
| 2018 | 두산     | 0.279 | 123  | 401  | 69   | 112  | 19    | 2     | 27   | 216  | 80   | 1    | 1    | 60   | 6    | 121  | 3    | 4    |
| 2019 | 두산     | 0.293 | 130  | 467  | 76   | 137  | 29    | 1     | 21   | 231  | 102  | 2    | 1    | 55   | 3    | 99   | 5    | 4    |
| 2020 | 두산     | 0.312 | 127  | 471  | 62   | 147  | 32    | 0     | 16   | 227  | 89   | 2    | 1    | 61   | 0    | 92   | 12   | 3    |
| 2021 | 삼성     | 0.285 | 120  | 418  | 64   | 119  | 20    | 0     | 25   | 214  | 97   | 1    | 0    | 58   | 0    | 106  | 5    | 2    |
| 2022 | 삼성     | 0.268 | 135  | 470  | 57   | 126  | 42    | 0     | 21   | 231  | 94   | 2    | 1    | 57   | 2    | 133  | 7    | 5    |
| 2023 | 삼성     | 0.203 | 106  | 315  | 31   | 64   | 15    | 0     | 11   | 112  | 54   | 1    | 0    | 43   | 3    | 110  | 1    | 8    |
| 2024 | kt       | 0.243 | 105  | 296  | 33   | 72   | 18    | 1     | 11   | 126  | 45   | 0    | 0    | 36   | 2    | 88   | 7    | 3    |
| 통산 | 17시즌   | 0.273 | 1491 | 4498 | 616  | 1229 | 274   | 7     | 215  | 2162 | 873  | 14   | 7    | 582  | 31   | 1132 | 68   | 54   |

- 빨간 글씨는 한국 프로야구 역사상 최고 기록
- 굵은 글씨는 해당 시즌 최고 기록